# Gigi Moto
Gigi Moto ist eine Schweizer Sängerin sowie eine nach ihr benannte Band aus Zürich.

## Geschichte
Die nach der Bandsängerin benannte Band Gigi Moto wurde 1993 als Trio gegründet. Im Jahre 2000 erschien das Album Superstar mit 5-köpfiger Besetzung. Die Band ist teilweise zu fünft, oder nur zu dritt, auf Alben oder bei Liveauftritten aktiv. 2003 erschien das Album Lazy Daisy, dem 2005 Lovemachine folgte. 2009 veröffentlichte die Band das Akustikalbum Lucky mit „reduzierter“ Besetzung. 2014 folgte das Album Drive Me Home.
Nebst ihrer Bandtätigkeit ist Gigi Moto auch als Musicaldarstellerin aktiv. Zur Hauptsache engagiert sie sich in der Shake Company.

## Diskografie
Alben
- 1994: Care
- 1996: Trip
- 2000: Superstar
- 2003: Lazy Daisy
- 2005: Lovemachine
- 2009: Lucky
- 2014: Drive Me Home
- 2018: Local Heroes
- 2022: Superkraft

## Musicals (Auswahl)
- 2010: Happy End, Shake Company
- 2015 und 2016: Ostside Story, Shake Company
- 2016: Bye Bye Bar, Shake Company
- 2018: Mamma Mia, Thunerseespiele
- 2018: Supermarkt Ladies, Shake Company
- 2022–2024: Sister Äct, Shake Company
- 2024: Jukebox Heroes, Shake Company
- 2024: Forever Young, Shake Company